# Suri van Sornsen
Suri van Sornsen (Laren, 31 januari 1981) is een Nederlands fotomodel en actrice.
Suri van Sornsen werd geboren in Laren. Vanaf haar 4e jaar deed ze aan ballet en later aan gymnastiek. Na de middelbare school studeerde ze rechten aan de Universiteit van Amsterdam. Ze werd ontdekt door het modellenbureau Elite Model en werd internationaal fotomodel. Ze deed modellenwerk voor onder andere Cartier en guess jeans.
In 2006 debuteerde ze als actrice in de Amerikaanse speelfilm 10,000 BC van regisseur Roland Emmerich, die op 12 maart 2008 in België en een dag later in Nederland werd uitgebracht.